# Hexacinia punctifera
Hexacinia punctifera är en tvåvingeart som först beskrevs av Walker 1861.  Hexacinia punctifera ingår i släktet Hexacinia och familjen borrflugor. Inga underarter finns listade i Catalogue of Life.